# Kalāt-e Khodādād
Kalāt-e Khodādād (persiska: کلات خداداد, Kalāteh-ye Khodādād) är en ort i Iran.   Den ligger i provinsen Khorasan, i den östra delen av landet, 900 km sydost om huvudstaden Teheran. Kalāt-e Khodādād ligger 1 804 meter över havet och antalet invånare är 236.
Terrängen runt Kalāt-e Khodādād är kuperad.  Trakten runt Kalāt-e Khodādād är nära nog obefolkad, med mindre än två invånare per kvadratkilometer. Närmaste större samhälle är Shūsef, 11,8 km sydost om Kalāt-e Khodādād. Trakten runt Kalāt-e Khodādād är ofruktbar med lite eller ingen växtlighet.